# Lars Morell
Lars Morell, född den 9 december 1956, är en dansk idéhistoriker och författare. Morell är i huvudsak verksam inom konsthistoria. Fram till slutet av 1990-talet arbetade Morell vid Århus universitet. Sedan dess har han på heltid sysselsatt sig med författarskapet.
Flera av Morells verk finns översatta till engelska. Bland dessa kan nämnas The Art of Asger Jorn (utgiven 2017) som är en genomgång av den danske konstnären Asger Jorns konstnärliga produktion samt The Brotherhood: The Experimenting Art School (Copenhagen 1961–1969) (utgiven 2016).
För den allmänna publiken blev Morell känd i den danska dokumentärfilmen Originalen (på danska De Originale) regisserad av Stig Guldberg.
Tidigare hade Morell medverkat i den danska TV-serien "Morell & Malerne" i åtta delar, vilken sändes under hösten 2016.